# Nasiedle (gromada)
Nasiedle – dawna gromada, czyli najmniejsza jednostka podziału terytorialnego Polskiej Rzeczypospolitej Ludowej w latach 1954–1972.
Gromady, z gromadzkimi radami narodowymi (GRN) jako organami władzy najniższego stopnia na wsi, funkcjonowały od reformy reorganizującej administrację wiejską przeprowadzonej jesienią 1954 do momentu ich zniesienia z dniem 1 stycznia 1973, tym samym wypierając organizację gminną w latach 1954–1972.
Gromadę Nasiedle z siedzibą GRN w Nasiedlu utworzono – jako jedną z 8759 gromad na obszarze Polski – w powiecie głubczyckim w woj. opolskim, na mocy uchwały nr VII/19/54 WRN w Opolu z dnia 4 października 1954. W skład jednostki weszły obszary dotychczasowych gromad: Nasiedle i Chróścielów ze zniesionej gminy Kietrz oraz Niekazanice, Ludmierzyce i Gródczany ze zniesionej gminy Pilszcz w tymże powiecie. Dla gromady ustalono 19 członków gromadzkiej rady narodowej.
31 grudnia 1961 do gromady Nasiedle włączono wieś Wódka ze zniesionej gromady Posucice w tymże powiecie. 
Gromada przetrwała do końca 1972 roku, czyli do kolejnej reformy gminnej.